# Voljevci
Voljevci (en serbe cyrillique : Вољевци) est un village de Serbie situé dans la municipalité de Mali Zvornik, district de Mačva. Au recensement de 2011, il comptait 637 habitants.

## Géographie
Le territoire de Voljevci, situé à proximité de la rive droite de la Drina, est traversé par de nombreux petits ruisseaux, comme la Velika reka, la Mala reka, la Riječica et Babina reka. Administrativement, il englobe les hameaux de Vujkovići, Rebelj, Marjanovići et Tabla et fait lui-même partie de la communauté locale de Velika Reka.

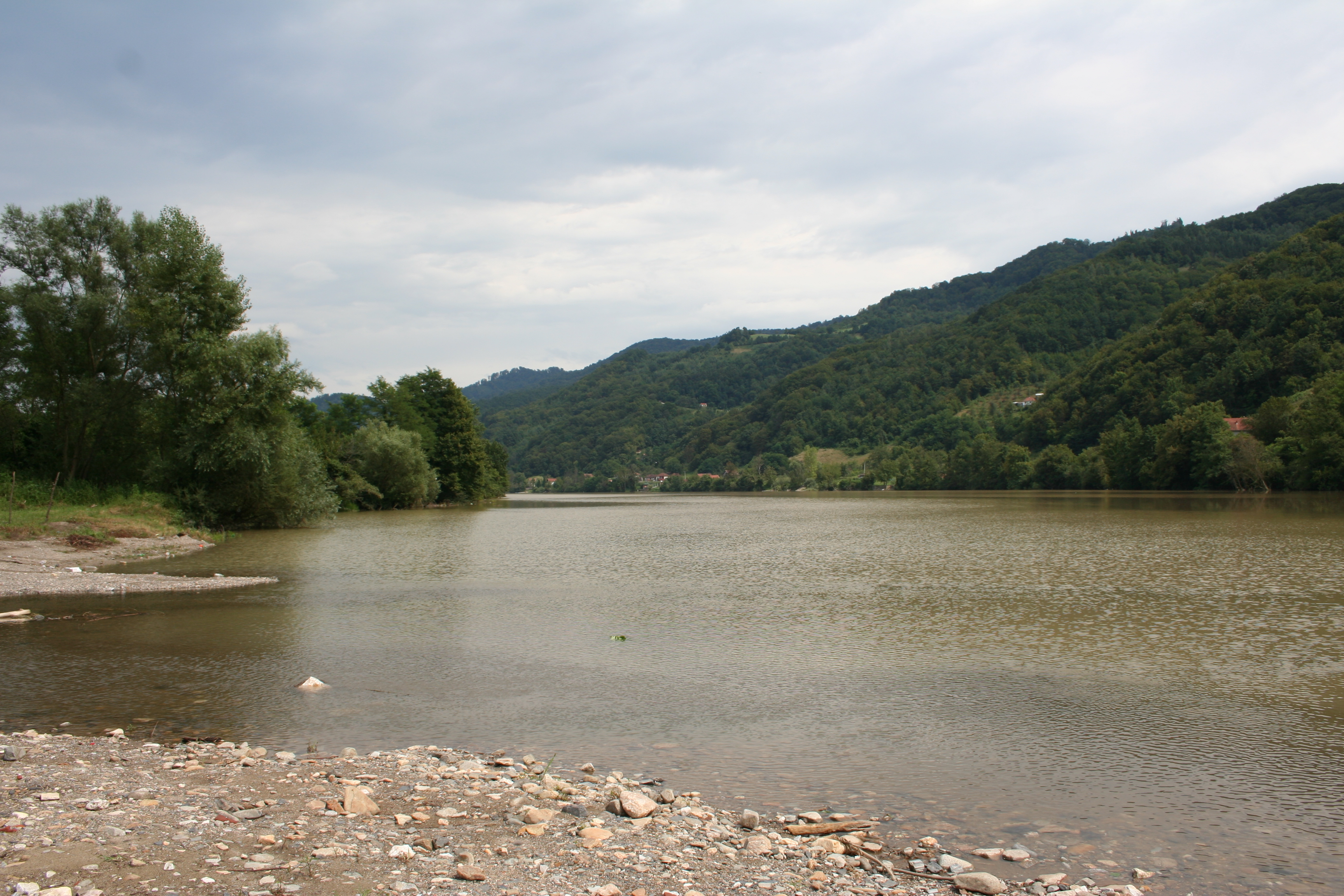
Le lac de Zvornik à Voljevci

## Histoire

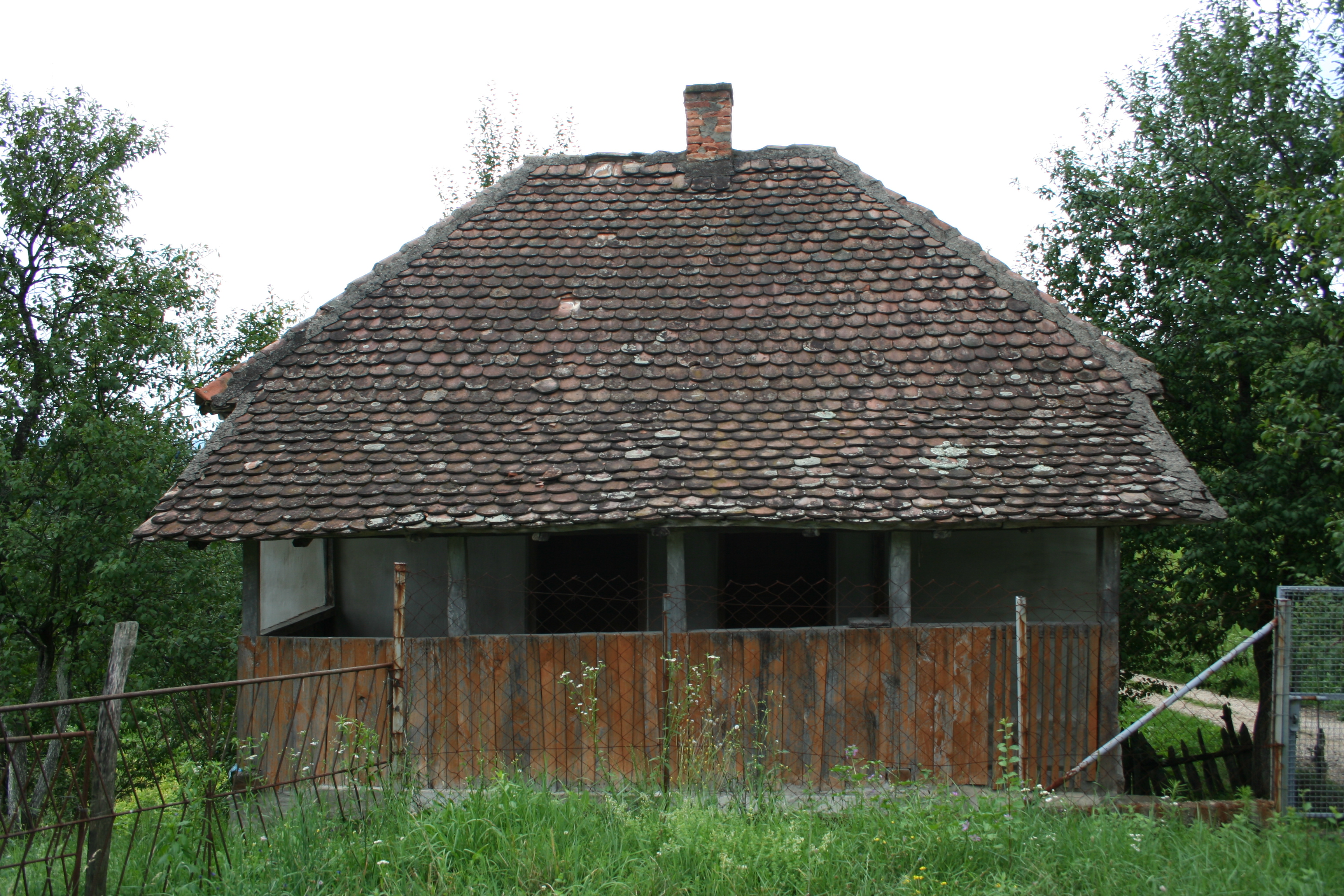
Maison ancienne à Voljevci
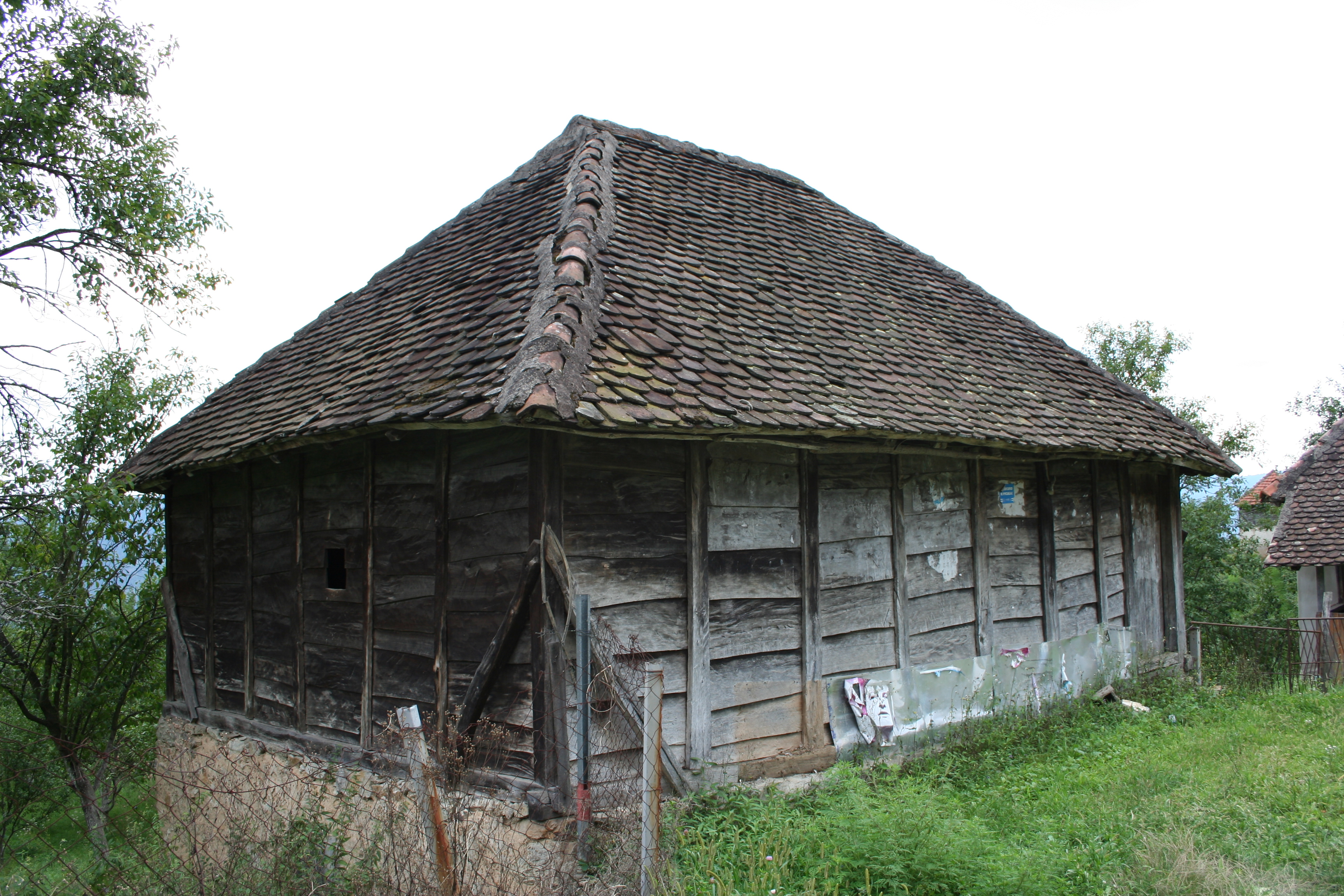
Magaza (grenier) à Voljevci
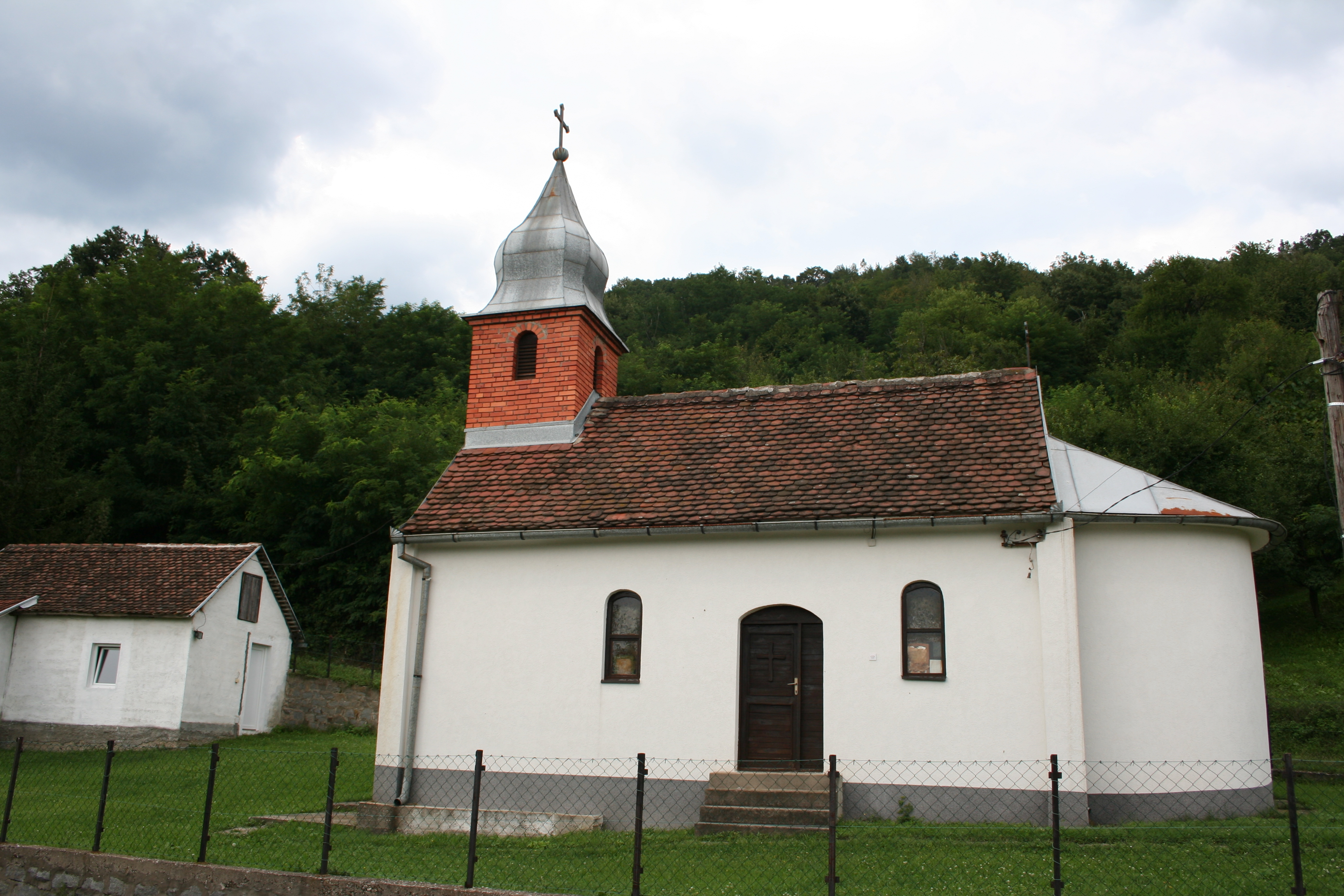
La chapelle de la Sainte-Trinité de Voljevci

## Démographie
| 1948 | 1953 | 1961 | 1971 | 1981 | 1991 | 2002 | 2011 |
| ---- | ---- | ---- | ---- | ---- | ---- | ---- | ---- |
| 677  | 739  | 763  | 730  | 847  | 780  | 719  | 637  |

|  |